# Eupithecia venosata
Eupithecia venosata là một loài bướm đêm thuộc họ Geometridae. Nó được tìm thấy ở miền trung và Bắc Âu.
The length of the fore-wings is 10–14 mm. Con trưởng thành bay từ tháng 4 đến tháng 6 tùy theo địa điểm.
Ấu trùng ăn các loài Silene, nhất là Silene vulgaris, Silene dioica và Silene maritima.

## Hình ảnh

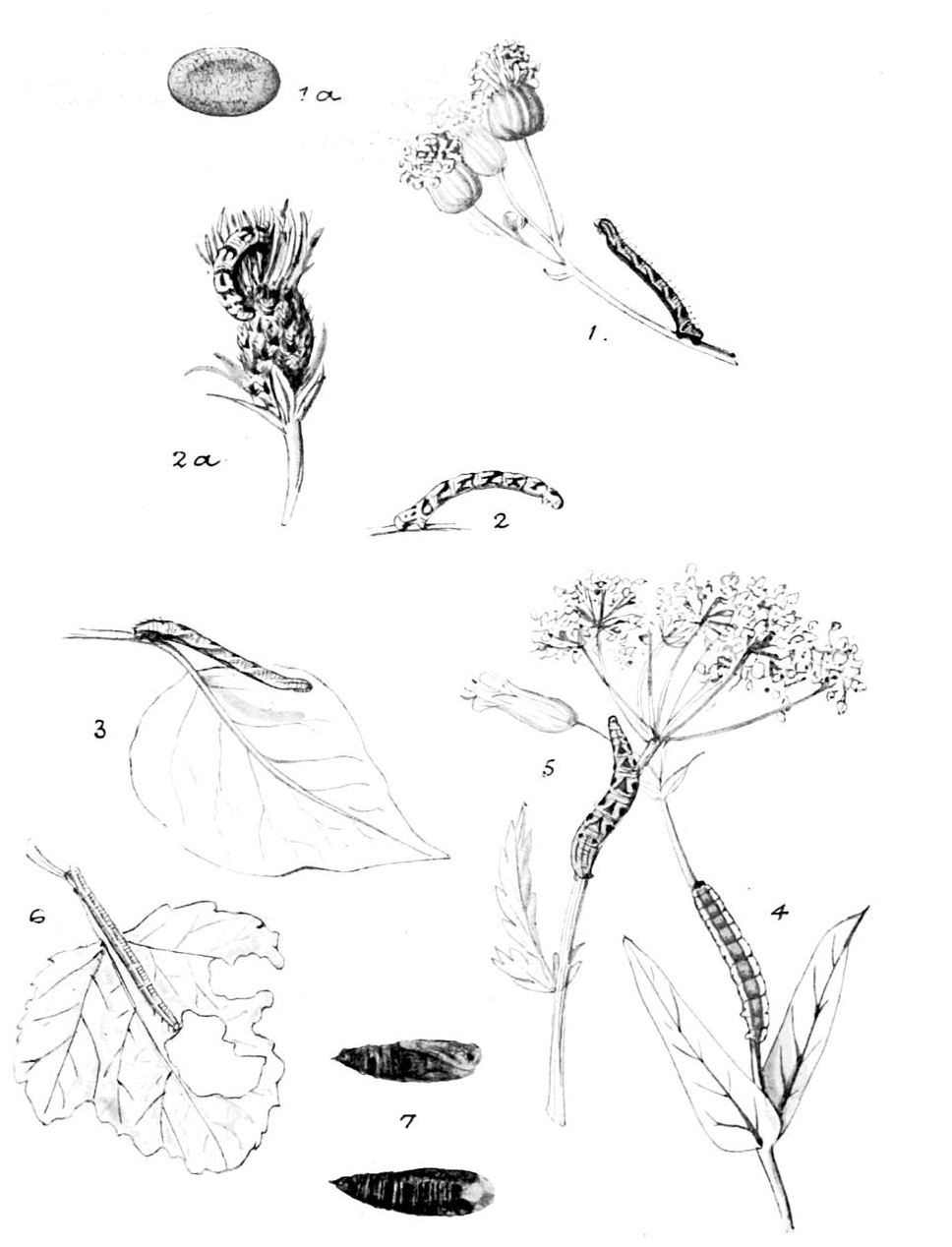
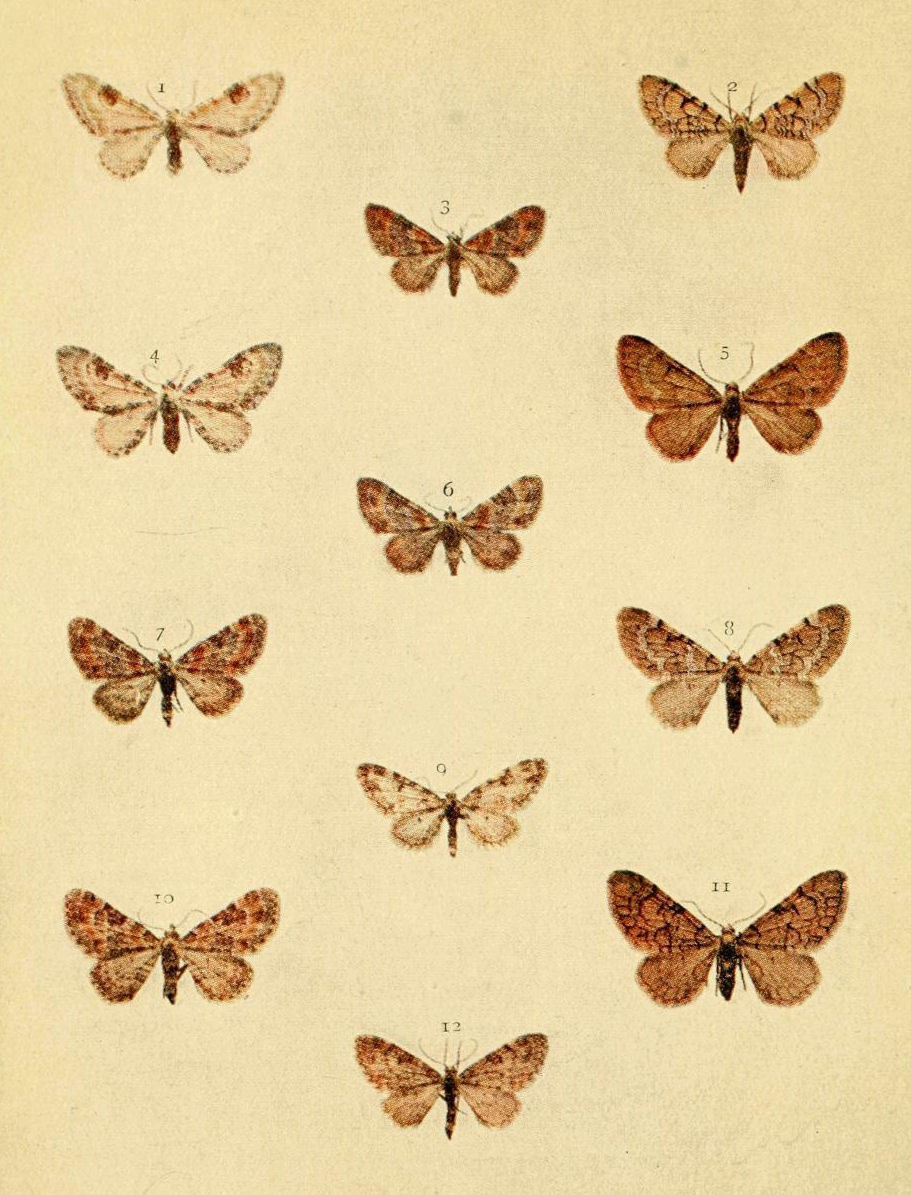